# Guerino Vanoli Basket 2013-2014

## Verdetti stagionali
- Serie A:
stagione regolare: 14º posto su 16 squadre (11-19);

## Stagione
In estate, i problemi economici della società sembrano portare al fallimento ma una cordata di 19 imprenditori interviene a sostegno del Presidente Vanoli e la squadra può iscriversi per la quinta volta consecutiva alla massima serie. Al timone della squadra viene confermato Gresta, protagonista della grande cavalcata dell'anno precedente.
La campagna acquisti porta a Cremona giocatori di spessore come Ben Woodside (che era stato l'anno precedente in Turchia il miglior assistman di tutte le maggiori leghe europee) e Jason Rich, l'eroe della salvezza della stagione 2011-12. Inoltre vengono confermate due pedine fondamentali come la guardia Jarrius Jackson e il play Brian Chase. Tuttavia, i problemi sul mercato non mancano. Infatti, Travis Watson, lungo ex Fortitudo e Milano voluto da Gresta, viene tagliato dopo pochi allenamenti a causa di una condizione fisica scadente. L'ala Jamal Olasewere, invece, viene rimandata negli Stati Uniti a causa di una malformazione cardiaca che lo rende inidoneo a giocare a pallacanestro. I due vengono sostituiti rispettivamente da Curtis Kelly e Ernests Kalve. Completano il roster l'ala albanese naturalizzata italiana Klaudio Ndoja, il giovane playmaker Gianluca Marchetti e il lungo croato Šime Špralja.
L'inizio di campionato è disastroso: dopo 2 vittorie nelle prime 9 partite, Gresta viene esonerato e al suo posto viene chiamato Cesare Pancotto, coach di grande esperienza. Nel frattempo, in seguito ad un grave infortunio di Brian Chase, arriva dal mercato la guardia serba Uroš Tripković. Inoltre, il capitano Andrea Conti decide di ritirarsi, passando a ricoprire il ruolo di Team Manager fino alla fine dell'anno. I gradi di capitano passano quindi a Klaudio Ndoja.
La stagione sembra definitivamente compromessa dopo le due sconfitte casalinghe contro Pesaro e Varese, che fanno precipitare la Vanoli all'ultimo posto. Kalve viene tagliato e al suo posto arriva l'esperto lungo lituano Donatas Zavackas. Viene inoltre tagliato Tripkovic a causa di un infortunio all'anca, sostituito dall'ex Ferentino Kyle Johnson.
Da questo momento, la Vanoli infila quattro vittorie consecutive contro Caserta, Montegranaro, Siena e Bologna che danno respiro alla classifica. Da Febbraio in poi il cammino della squadra continua in maniera abbastanza costante. La salvezza matematica viene raggiunta con quattro giornate di anticipo il 6 aprile con una vittoria in trasferta per 86-91 sulla diretta concorrente Pesaro. La stagione si chiude con una vittoria interna su Montegranaro, che condanna i marchigiani alla retrocessione dopo otto anni di serie A. La Vanoli termina il campionato in 14.ma posizione.

## Roster

### Staff tecnico e dirigenziale
- Allenatore: Luigi Gresta (fino all'8 dicembre)
- Allenatore: Cesare Pancotto(dal 10 dicembre)
- Assistente: Paolo Lepore
- Preparatore Atletico: Giancarlo Arisi
- Medico: Luigi Mancini
- Medico: Pier Carlo Manzini
- Fisioterapista: Daniele De Palma
- Osteopata: Augusto Bagnoli

- Presidente: Aldo Vanoli
- Consigliere Delegato: Andrea Zagni
- Direttore Generale: Marco Boccoli
- Relazioni Esterne: Andrea Piva
- Responsabile Marketing: Filippo Bertolazzi
- Addetto Stampa: Michele Bassani
- Addetto Stampa: Paolo Bassignani
- Segreteria: Beatrice Placchi
- Addetto agli arbitri: Roberto Gavardini
- Responsabile Logistica: Giuseppe Demaria
- Responsabile sito Internet: Giampietro Moroni
- Responsabile statistiche Lega: Giampietro Moroni
- Responsabile Settore Giovanile: Marco Canova

## Mercato
| Arrivi | Arrivi             | Arrivi             | Arrivi     |
| R      | Nome               | da                 | Modalità   |
| ------ | ------------------ | ------------------ | ---------- |
| C      | Šime Špralja       | Trefl Sopot        | definitivo |
| P      | Ben Woodside       | TED Ankara         | definitivo |
| G      | Jason Rich         | Enisey Krasnojarsk | definitivo |
| AP     | Ernests Kalve      | Szolnoki Olaj      | definitivo |
| AP     | Klaudio Ndoja      | N.B. Brindisi      | definitivo |
| P      | Gianluca Marchetti | Don Bosco Livorno  | definitivo |
| C      | Curtis Kelly       | Hapoel Tel Aviv    | definitivo |

| Partenze | Partenze           | Partenze          | Partenze       |
| R        | Nome               | a                 | Modalità       |
| -------- | ------------------ | ----------------- | -------------- |
| AG       | Hrvoje Perić       | Reyer Venezia     | fine contratto |
| P        | Luca Vitali        | Reyer Venezia     | fine contratto |
| P        | Aaron Johnson      | Reyer Venezia     | fine contratto |
| C        | Andrija Stipanović | Ostenda           | fine contratto |
| C        | Roberto Cazzaniga  | Legnano Basket    | fine contratto |
| AP       | Lance Harris       | Ural Ekaterinburg | fine contratto |
| P        | Fabio Ruini        | Basket Lugo       | fine contratto |
| C        | Tuukka Kotti       | Bisons Loimaa     | fine contratto |

## Risultati

### Serie A

#### Regular season

##### Girone di andata
| Arbitri: | Michele Rossi Alessandro Martolini Emanuele Aronne |

|                                               |            |                                |
| English 22 Carter 18 Green, Hunter, Nelson 12 | Punti      | 25 Rich 17 Špralja 14 Woodside |
| Nelson 5                                      | Assist     | 5 Chase                        |
| Nelson 15                                     | Rimbalzi   | 8 Špralja                      |
| Marco Crespi                                  | Allenatori | Luigi Gresta                   |

| Arbitri: | Gianluca Sardella Carmelo Paternicò Mark Bartoli |

|                                      |            |                           |
| Kelly 21 Rich 20 Jackson, Woodside 9 | Punti      | 27 Hardy 13 Walsh 12 Ware |
| Jackson, Rich 4                      | Assist     | 3 Walsh, Ware             |
| Kelly 14                             | Rimbalzi   | 12 King                   |
| Luigi Gresta                         | Allenatori | Luca Bechi                |

| Arbitri: | Emanuele Aronne Evangelista Caiazza Tolga Sahin |

|                                      |            |                              |
| Dyson 31 Campbell 21 Aminu, James 11 | Punti      | 17 Rich 16 Woodside 10 Ndoja |
| Campbell 5                           | Assist     | 4 Rich                       |
| James 10                             | Rimbalzi   | 7 Kelly                      |
| Piero Bucchi                         | Allenatori | Luigi Gresta                 |

| Arbitri: | Luca Weidmann Fabrizio Paglialunga Manuel Mazzoni |

|                             |            |                                   |
| Rich 25 Jackson 15 Kalve 11 | Punti      | 22 Thomas 15 Johnson 12 D. Diener |
| Woodside 7                  | Assist     | 5 D. Diener                       |
| Kelly 6                     | Rimbalzi   | 13 Johnson                        |
| Luigi Gresta                | Allenatori | Romeo Sacchetti                   |

| Arbitri: | Guerrino Cerebuch Dino Seghetti Dario Morelli |

|                                             |            |                              |
| Johnson 18 Washington 15 Cortese, Galanda 7 | Punti      | 18 Rich 15 Jackson 8 Špralja |
| Gibson, Meini 3                             | Assist     | 4 Rich                       |
| Johnson 10                                  | Rimbalzi   | 10 Rich                      |
| Paolo Moretti                               | Allenatori | Luigi Gresta                 |

| Arbitri: | Alessandro Martolini Massimiliano Filippini Alessandro Terreni |

|                               |            |                               |
| Jackson 25 Rich 19 Špralja 15 | Punti      | 26 Jenkins 15 Uter 14 Aradori |
| Woodside 8                    | Assist     | 5 Aradori                     |
| Ndoja 8                       | Rimbalzi   | 7 Cusin                       |
| Luigi Gresta                  | Allenatori | Stefano Sacripanti            |

| Arbitri: | Roberto Begnis Carmelo Paternicò Gabriele Bettini |

|                               |            |                             |
| Rich 20 Špralja 12 Jackson 11 | Punti      | 18 Mbakwe 15 Taylor 12 Goss |
| Rich 5                        | Assist     | 4 Hosley                    |
| Kelly, Rich 7                 | Rimbalzi   | 17 Mbakwe                   |
| Luigi Gresta                  | Allenatori | Luca Dalmonte               |

| Arbitri: | Manuel Mazzoni Maurizio Biggi Dario Morelli |

|                                   |            |                            |
| Richardson 29 Hayes 12 Lakovič 10 | Punti      | 26 Rich 18 Jackson 8 Kelly |
| Cavaliero 4                       | Assist     | 3 Woodside                 |
| Ivanov 13                         | Rimbalzi   | 10 Rich                    |
| Francesco Vitucci                 | Allenatori | Luigi Gresta               |

| Arbitri: | Luigi Lamonica Gianluca Sardella Carmelo Lo Guzzo |

|                             |            |                                     |
| Jackson 17 Kelly 12 Rich 10 | Punti      | 15 Taylor 15 Perić 11 Smith, Vitali |
| Rich 3                      | Assist     | 7 Vitali                            |
| Kelly, Rich, Špralja 6      | Rimbalzi   | 9 Perić, Vitali                     |
| Luigi Gresta                | Allenatori | Zare Markovski                      |

| Arbitri: | Guerrino Cerebuch Gabriele Bettini Dario Morelli |

|                              |            |                                |
| Bell 24 White 20 Brunner 14  | Punti      | 20 Špralja 15 Rich 11 Woodside |
| Cinciarini 6                 | Assist     | 2 quattro giocatori            |
| Brunner, Cinciarini, White 6 | Rimbalzi   | 7 Špralja                      |
| Massimiliano Menetti         | Allenatori | Cesare Pancotto                |

| Arbitri: | Alessandro Vicino Carmelo Paternicò Denny Borgioni |

|                               |            |                                 |
| Jackson 30 Špralja 19 Rich 19 | Punti      | 21 Turner 18 Johnson 17 Anosike |
| Rich 4                        | Assist     | 3 Turner, Young                 |
| Špralja, Woodside             | Rimbalzi   | 8 Anosike                       |
| Cesare Pancotto               | Allenatori | Sandro Dell'Agnello             |

| Arbitri: | Denis Quarta Guerrino Cerebuch Federico Di Francesco |

|                                          |            |                                |
| Melli 19 Langford 17 Gentile, Wallace 13 | Punti      | 16 Woodside 12 Rich 12 Jackson |
| Hackett 6                                | Assist     | 3 Woodside                     |
| Melli 12                                 | Rimbalzi   | 8 Rich                         |
| Luca Banchi                              | Allenatori | Cesare Pancotto                |

| Arbitri: | Michele Rossi Gianluca Mattioli Roberto Chiari |

|                            |            |                             |
| Kelly 23 Rich 23 Jackson 7 | Punti      | 25 Šakota 13 Clark 13 Banks |
| Rich 4                     | Assist     | 4 K. Clark, De Nicolao      |
| Rich 8                     | Rimbalzi   | 10 Šćekić                   |
| Cesare Pancotto            | Allenatori | Fabrizio Frates             |

| Arbitri: | Massimiliano Filippini Enrico Sabetta Fabrizio Paglialunga |

|                               |            |                               |
| Rich 14 Jackson 14 Špralja 12 | Punti      | 23 Brooks 13 Roberts 8 Vitali |
| Rich 7                        | Assist     | 2 Hannah, Michelori, Vitali   |
| Jackson 8                     | Rimbalzi   | 11 Brooks                     |
| Cesare Pancotto               | Allenatori | Emanuele Molin                |

| Arbitri: | Manuel Mazzoni Lorenzo Baldini Dario Morelli |

|                                  |            |                                |
| Cinciarini 20 Mayo 15 Campani 14 | Punti      | 26 Jackson 24 Woodside 13 Rich |
| Lauwers 4                        | Assist     | 5 Rich                         |
| Šakić 7                          | Rimbalzi   | 6 J. Rich, Kelly               |
| Carlo Recalcati                  | Allenatori | Cesare Pancotto                |

##### Girone di ritorno
| Arbitri: | Alessandro Martolini Mark Bartoli Maurizio Biggi |

|                                 |            |                             |
| Woodside 19 Jackson 17 Kelly 13 | Punti      | 12 Carter 10 Green 9 Ortner |
| Woodside 5                      | Assist     | 3 Haynes                    |
| Zavackas 9                      | Rimbalzi   | 8 Nelson                    |
| Cesare Pancotto                 | Allenatori | Marco Crespi                |

| Arbitri: | Saverio Lanzarini Carmelo Lo Guzzo Nicola Ranaudo |

|                           |            |                                   |
| Walsh 33 Ware 15 Hardy 11 | Punti      | 24 Špralja 23 Jackson 13 Woodside |
| King, Walsh, Ware 2       | Assist     | 6 Woodside                        |
| Walsh 10                  | Rimbalzi   | 8 Špralja                         |
| Luca Bechi                | Allenatori | Cesare Pancotto                   |

| Arbitri: | Roberto Begnis Roberto Chiari Alessandro Terreni |

|                            |            |                              |
| Jackson 17 Rich 11 Ndoja 9 | Punti      | 14 Dyson 12 Bulleri 12 Lewis |
| Jackson 2                  | Assist     | 3 Todić                      |
| Rich 8                     | Rimbalzi   | 11 James                     |
| Cesare Pancotto            | Allenatori | Piero Bucchi                 |

| Arbitri: | Manuel Mazzoni Michele Rossi Emanuele Aronne |

|                                  |            |                               |
| Thomas 16 Vanuzzo 13 C. Green 13 | Punti      | 15 Špralja 13 Rich 10 Johnson |
| M. Green 9                       | Assist     | 9 Woodside                    |
| D. Diener 8                      | Rimbalzi   | 10 Špralja                    |
| Romeo Sacchetti                  | Allenatori | Cesare Pancotto               |

| Arbitri: | Roberto Chiari Luca Weidmann Gianluca Sardella |

|                                |            |                                   |
| Rich 23 Jackson 19 Woodside 14 | Punti      | 19 Wanamaker 15 Gibson 15 Johnson |
| Rich 2                         | Assist     | 7 Wanamaker                       |
| Rich 9                         | Rimbalzi   | 7 Johnson, Wanamaker              |
| Cesare Pancotto                | Allenatori | Paolo Moretti                     |

| Arbitri: | Alessandro Martolini Fabrizio Paglialunga Evangelista Caiazza |

|                                  |            |                             |
| Ragland 19 Gentile 14 Aradori 13 | Punti      | 21 Jackson 17 Rich 10 Kelly |
| Gentile 5                        | Assist     | 4 Rich                      |
| Aradori 6                        | Rimbalzi   | 7 Kelly                     |
| Stefano Sacripanti               | Allenatori | Cesare Pancotto             |

| Arbitri: | Tolga Sahin Lorenzo Baldini Gianluca Calbucci |

|                           |            |                             |
| Mayo 20 Mbakwe 18 Goss 15 | Punti      | 17 Jackson 11 Rich 10 Kelly |
| Hosley 7                  | Assist     | 6 Marchetti                 |
| Mbakwe 7                  | Rimbalzi   | 8 Rich                      |
| Luca Dalmonte             | Allenatori | Cesare Pancotto             |

| Arbitri: | Guerrino Cerebuch Alessandro Martolini Dario Morelli |

|                              |            |                               |
| Jackson 25 Kelly 14 Ndoja 12 | Punti      | 18 Lakovič 17 Ivanov 16 Hayes |
| Rich 5                       | Assist     | 5 Lakovič                     |
| Kelly 6                      | Rimbalzi   | 15 Ivanov                     |
| Cesare Pancotto              | Allenatori | Francesco Vitucci             |

| Arbitri: | Saverio Lanzarini Michele Rossi Federico Di Francesco |

|                             |            |                               |
| Taylor 26 Smith 23 Perić 20 | Punti      | 15 Rich 14 Špralja 13 Jackson |
| Taylor 5                    | Assist     | 3 Rich                        |
| Smith 6                     | Rimbalzi   | 6 Ndoja, Rich                 |
| Zare Markovski              | Allenatori | Cesare Pancotto               |

| Arbitri: | Gianluca Mattioli Luca Weidmann Denis Quarta |

|                             |            |                                |
| Chase 29 Jackson 16 Rich 16 | Punti      | 27 White 19 Bell 16 Cinciarini |
| Rich 3                      | Assist     | 9 Cinciarini                   |
| Zavackas 5                  | Rimbalzi   | 7 Cervi                        |
| Cesare Pancotto             | Allenatori | Massimiliano Menetti           |

| Arbitri: | Guerrino Cerebuch Tolga Sahin Denny Borgioni |

|                                |            |                             |
| Anosike 21 Petty 15 Johnson 15 | Punti      | 22 Jackson 20 Rich 15 Chase |
| Petty 5                        | Assist     | 4 Jackson                   |
| Anosike 15                     | Rimbalzi   | 8 Kelly                     |
| Sandro Dell'Agnello            | Allenatori | Cesare Pancotto             |

| Arbitri: | Carmelo Paternicò Massimiliano Filippini Evangelista Caiazza |

|                               |            |                                |
| Jackson 25 Rich 17 Špralja 14 | Punti      | 19 Lawal 16 Langford 10 Kangur |
| Rich 6                        | Assist     | 6 Gentile                      |
| Špralja 7                     | Rimbalzi   | 8 Langford                     |
| Cesare Pancotto               | Allenatori | Luca Banchi                    |

| Arbitri: | Enrico Sabetta Luca Weidmann Denny Borgioni |

|                                   |            |                             |
| Banks 18 De Nicolao 16 Stoglin 13 | Punti      | 20 Rich 17 Jackson 14 Chase |
| De Nicolao 5                      | Assist     | 3 Jackson                   |
| Johnson 13                        | Rimbalzi   | 8 Rich                      |
| Stefano Bizzozi                   | Allenatori | Cesare Pancotto             |

| Arbitri: | Roberto Begnis Fabrizio Paglialunga Alessandro Terreni |

|                                |            |                            |
| Brooks 16 Roberts 13 Vitali 11 | Punti      | 30 Jackson 17 Rich 9 Chase |
| Moore 8                        | Assist     | 2 Johnson                  |
| Scott 8                        | Rimbalzi   | 11 Ndoja                   |
| Emanuele Molin                 | Allenatori | Cesare Pancotto            |

| Arbitri: | Luigi Lamonica Lorenzo Baldini Denny Borgioni |

|                               |            |                                   |
| Jackson 19 Rich 16 Špralja 14 | Punti      | 27 Campani 15 Mitrović 10 Lauwers |
| Rich 4                        | Assist     | 4 Cinciarini                      |
| Kelly, Zavackas 8             | Rimbalzi   | 11 Šakić                          |
| Cesare Pancotto               | Allenatori | Carlo Recalcati                   |

## Statistiche

### Statistiche di squadra
| Competizione | Punti | In casa | In casa | In casa | In casa | In casa | In trasferta | In trasferta | In trasferta | In trasferta | In trasferta | Totale | Totale | Totale | Totale | Totale | Totale |
| Competizione | Punti | G       | V       | P       | PF      | PS      | G            | V            | P            | PF           | PS           | G      | V      | P      | PF     | PS     | DIF    |
| ------------ | ----- | ------- | ------- | ------- | ------- | ------- | ------------ | ------------ | ------------ | ------------ | ------------ | ------ | ------ | ------ | ------ | ------ | ------ |
| Serie A      | 22    | 15      | 8       | 7       | 1154    | 1178    | 15           | 3            | 12           | 1131         | 1286         | 30     | 11     | 19     | 2285   | 2464   | -179   |
| Totale       | 22    | 15      | 8       | 7       | 1154    | 1178    | 15           | 3            | 12           | 1131         | 1286         | 30     | 11     | 19     | 2285   | 2464   | -179   |

### Andamento in campionato
| Giornata  | 1  | 2  | 3  | 4  | 5  | 6  | 7  | 8  | 9  | 10 | 11 | 12 | 13 | 14 | 15 | 16 | 17 | 18 | 19 | 20 | 21 | 22 | 23 | 24 | 25 | 26 | 27 | 28 | 29 | 30 |
| --------- | -- | -- | -- | -- | -- | -- | -- | -- | -- | -- | -- | -- | -- | -- | -- | -- | -- | -- | -- | -- | -- | -- | -- | -- | -- | -- | -- | -- | -- | -- |
| Luogo     | T  | C  | T  | C  | T  | C  | C  | T  | C  | T  | C  | T  | C  | C  | T  | C  | T  | C  | T  | C  | T  | T  | C  | T  | C  | T  | C  | T  | T  | C  |
| Risultato | P  | P  | P  | V  | P  | V  | P  | P  | P  | P  | P  | P  | P  | V  | V  | V  | V  | P  | P  | V  | P  | P  | V  | P  | V  | V  | P  | P  | P  | V  |
| Posizione | 14 | 15 | 16 | 13 | 14 | 13 | 14 | 15 | 15 | 15 | 16 | 16 | 16 | 15 | 14 | 14 | 14 | 14 | 14 | 14 | 14 | 14 | 13 | 14 | 14 | 14 | 14 | 14 | 14 | 14 |

Fonte:  Classifica Serie A , su 195.56.77.208, Lega Basket.
Legenda:

Luogo: C = Casa; T = Trasferta. Risultato: V = Vittoria; N = Pareggio; P = Sconfitta.

### Statistiche dei giocatori
| Giocatore    | Serie A | Serie A | Serie A | Serie A |
| Giocatore    | PG      | PTI     | AST     | RIM     |
| ------------ | ------- | ------- | ------- | ------- |
| B. Chase     | 13      | 115     | 11      | 22      |
| A. Conti     | 2       | 0       | 0       | 0       |
| J. Jackson   | 30      | 508     | 48      | 76      |
| K. Johnson   | 14      | 44      | 10      | 45      |
| E. Kalve     | 13      | 64      | 2       | 23      |
| C. Kelly     | 30      | 238     | 14      | 141     |
| G. Marchetti | 23      | 39      | 19      | 30      |
| K. Ndoja     | 28      | 153     | 10      | 132     |
| L. Pisacane  | 1       | 0       | 0       | 0       |
| J. Rich      | 28      | 483     | 91      | 164     |
| Š. Špralja   | 30      | 281     | 3       | 134     |
| U. Tripković | 6       | 40      | 5       | 13      |
| B. Woodside  | 24      | 226     | 77      | 70      |
| D. Zavackas  | 16      | 94      | 11      | 67      |